# جيري فارلي
جيري فارلي (بالإنجليزية: Jerry Farley)‏ هو مدرس أمريكي، ولد في 20 سبتمبر 1946 في تيبتون في الولايات المتحدة.